# Caroline Sunshine
Caroline Sunshine, née le 5 septembre 1995 à Atlanta aux États-Unis, est une actrice, chanteuse et danseuse américaine.

## Carrière

### Carrière d'actrice

#### Les débuts (2008-2011)
Lorsqu'elle déménage à Los Angeles, Caroline Sunshine passe plusieurs castings. Après beaucoup d'essais, elle obtient un rôle dans un épisode la série What's the Word? en tant qu'invitée, et par la suite dans plusieurs publicités[réf. souhaitée]. Elle joue dans l'épisode pilote d'une série jamais diffusée de Disney XD du nom de Team Spitz. Elle joue dans le téléfilm Made In Hollywood en étant invité. En 2010, on la retrouve dans le film Marmaduke.

#### Disney Channel (2011-2013)
Elle obtient de rôle de Tinka dans Shake It Up puis apparait dans un épisode de Section Genius. Elle auditionne pour le rôle de Tara Adams dans le téléfilm de Disney Channel : Appelez-moi DJ Rebel, mais elle n'est pas prise en faveur de Debby Ryan. Elle a confirmé sa présence dans Shake It Up Destination Japon diffusé en 2012 sur Disney Channel. Elle apparaît dans le documentaire Zendaya: Behind the Scenes en novembre 2012.

### Carrière musicale

#### Les débuts (2012- 2013)
En janvier 2012, elle chante la chanson Roam pour le film de Walt Disney : Les Copains chasseurs de trésor. En tant que chanteuse, elle interprète la chanson The Star IR dans l'album Shake It Up: Live 2 Dance. Elle chante la chanson I'm by your side pour un film de Disney Fairies. La même année elle reprend All I Want for Christmas is you dans un album de Disney Channel. En 2013, pour le troisième album de Shake It Up nommé Shake it Up I heart dance elle interprète After Party avec Roshon Fegan

## Filmographie

### Cinéma
- 2010 : Marmaduke : Barbara Winslow
- 2015 : The Outfield (film) (en)  : Emily Jordan

### Télévision
- 2008 : What's the Word? (série télévisée) : Elle-même
- 2010 : Made in Hollywood (Téléfilm) : Elle-même
- 2010 : Team Spitz (série télévisée non diffusée) : Lizzie Spitz
- 2010-2013 : Shake It Up (série télévisée) : Tinka Hessenheffer
- 2012 : Section Genius (série télévisée) : Ella
- 2014 : Ça bulle! (série télévisée d'animation) : Alexis (voix)

### Sortie directement en DVD
- 2012: Zendaya: Behind the Scene (Elle-même)

## Discographie

### En groupe
- 2012: Roam: avec Kenton Duty, Adam Irigoyen ft. Davis Cleveland

### En solo
- 2012: Star IR : Shake It Up: Live 2 Dance
- 2012: I'm by your side : Clochette et le secret des fées.
- 2012: All I Want For Christmas Is You : Disney Channel Holiday Playlist
- 2013: After Party: Shake It Up : I love dance

### Comédie musicale
- 2014 : Bring It On: The Musical (Campbell)

## Récompenses et nominations

### Nominations
- 2011 : Young Artist Award « Ensemble exceptionnel de jeune gens dans une série TV » partagé avec les autres acteurs de Shake it Up.
- 2012 : Young Artist Award « Ensemble exceptionnel de jeune gens dans une série TV » partagé avec les autres acteurs de Shake it Up.